# Симплекс
Симплекс або n-вимірний тетраедр (від лат. simplex — простий) — геометрична фігура, що є багатовимірним узагальненням трикутника і тетраедра. Визначається як опукла оболонка n+1 точок, що не лежать в одній n-1 -вимірній гіперплощині. Ці точки називаються вершинами симплекса.
Формально, симплексом {\displaystyle s} розмірності {\displaystyle n} є множина {\displaystyle \{A\},} яка складається з дійсних функцій {\displaystyle f,} визначених на множині {\displaystyle \{A\},} які задовільняють двом умовам:
{\displaystyle \sum _{A}f(A)=1,\quad } та {\displaystyle \quad f(A)\geq 0.}
Елементи {\displaystyle \{A\}} є вершинами, а функції {\displaystyle f} - точками симплекса {\displaystyle s,} значення яких на вершинах симплекса {\displaystyle s} називаються барицентричними координатами точки {\displaystyle f.} Відстань між двома точками {\displaystyle f,\theta } симплекса {\displaystyle s} визначається формулою {\displaystyle l(f,\theta )=[\sum _{A}(f(A)-\theta (A))^{2}]^{1/2}.} Топологічний простір, утворений таким чином, називається простором симплекса {\displaystyle s.} Барицентричні координати є неперервними функціями на просторі симплекса.

## Побудова
Як відомо, через будь-які n точок можна провести (n-1)-площину і існують множини з n+1 точок, через які (n-1)-площину провести не можна. Таким чином n+1 — мінімальна кількість точок в n-просторі, які не лежать в одній (n-1)-площині, і можуть бути вершинами n-многогранника, тобто, n-симплекс являє собою джойн n+1 точок.
Простий n-многогранник з кількістю вершин n+1 називається симплексом. У просторах найменших розмірностей цьому визначенню відповідають 4 фігури:
- 0-симплекс (точка) — 1 вершина;
- 1-симплекс (відрізок) — 2 вершини;
- 2-симплекс (трикутник) — 3 вершини;
- 3-симплекс (тетраедр) — 4 вершини.

Всі ці фігури володіють трьома загальними властивостями:
1. Відповідно до визначення, число вершин у кожної фігури на одиницю більше розмірності простору;
2. Існує загальне правило перетворення фігур нижчої розмірності у фігури вищої розмірності. Воно полягає в тому, що з геометричного центра фігури будується перпендикуляр в наступний вимір, на цьому перпендикулярі будується нова вершина і з'єднується ребрами зі всіма вершинами початкового симплекса;
3. Як випливає з описаної в п. 2 процедури, будь-яка вершина симплекса сполучена ребрами зі всією рештою вершин.

## Кількість граней симплекса
Симплекс має n+1 вершин, кожна з яких сполучена ребрами зі всією рештою вершин.
Оскільки всі вершини симплекса сполучені між собою, то тією ж властивістю володіє і будь-яка підмножина його вершин. Це значить, що будь-яка підмножина з L+1 вершин симплекса визначають його L-вимірну грань, і ця грань сама є L-симплексом. Тоді для симплекса число L-вимірних граней рівне числу способів вибрати L+1 вершину з повного набору n+1 вершин.
Позначимо символом K(L, n) число L-вимірних граней в n-многограннику, тоді для n-симплекса
{\displaystyle ~K(L,n)=C_{n+1}^{L+1},}
де {\displaystyle ~C_{n}^{m}} — число комбінацій з n по m.
Зокрема, кількість граней найбільшої розмірності рівна кількості вершин і рівна n+1:
{\displaystyle ~K(0,n)=K(n-1,n)=n+1.}

## Стандартний симплекс
Стандартний n-симплекс ця підмножина {\displaystyle \mathbb {R} ^{n+1}}, що визначається як:
{\displaystyle \Delta ^{n}=\{(t_{0},\dots t_{n})\mid {(\sum _{i}t_{i}=1)}\wedge {(\forall i\;t_{i}\geqslant 0)}\}}
Його вершинами є точки:
e0=(1, 0 . 0): e1=(0, 1 . 0)
.
en=(0, 0 . 1)

Зелений трикутник — стандартний 2-симплекс

Існує канонічне бієктивне відображення стандартного n-симплекса в будь-якій іншої n-симплекс з координатами вершин {\displaystyle (v_{0},v_{1},\dots v_{n})}:
{\displaystyle (t_{0},\dots t_{n})\to \sum _{i}t_{i}v_{i}}
Значення ti для даної точки називаються її барицентричними координатами.

## Зростаючі координати
Альтернативну координатну систему можна визначити взявши:
{\displaystyle {\begin{aligned}s_{0}&=0\\s_{1}&=s_{0}+t_{0}=t_{0}\\s_{2}&=s_{1}+t_{1}=t_{0}+t_{1}\\s_{3}&=s_{2}+t_{2}=t_{0}+t_{1}+t_{2}\\&\dots \\s_{n}&=s_{n-1}+t_{n-1}=t_{0}+t_{1}+\dots +t_{n-1}\\s_{n+1}&=s_{n}+t_{n}=t_{0}+t_{1}+\dots +t_{n}=1\end{aligned}}}
Тоді точки симплекса визначаються векторами з неспадними координатами між 0 and 1:
{\displaystyle \Delta _{*}^{n}=\left\{(s_{1},\cdots ,s_{n})\in \mathbb {R} ^{n}\mid 0=s_{0}\leq s_{1}\leq s_{2}\leq \dots \leq s_{n}\leq s_{n+1}=1\right\}.}

## Геометричні властивості
Симплекс називається правильним, якщо всі його ребра мають однакову довжину: наприклад, правильний трикутник або правильний тетраедр. Правильний симплекс завжди є правильним многогранником.
Орієнтований об'єм n-симплекса в n-вимірному евклідовому просторі можна визначити за формулою:
{\displaystyle V={\frac {1}{n!}}\det(v_{1}-v_{0},v_{2}-v_{0},\dots ,v_{n}-v_{0})}
Визначник Келі-Менгера дозволяє обчислити об'єм симплекса, знаючи довжини його ребер:
{\displaystyle V^{2}={\frac {(-1)^{n-1}}{2^{n}(n!)^{2}}}{\begin{vmatrix}0&1&1&1&\dots &1\\1&0&d_{01}^{2}&d_{02}^{2}&\dots &d_{0n}^{2}\\1&d_{10}^{2}&0&d_{12}^{2}&\dots &d_{1n}^{2}\\1&d_{20}^{2}&d_{21}^{2}&0&\dots &d_{2n}^{2}\\\vdots &\vdots &\vdots &\vdots &\ddots &\vdots \\1&d_{n0}^{2}&d_{n1}^{2}&d_{n2}^{2}&\dots &0\\\end{vmatrix}}}
де {\displaystyle d_{ij}=|v_{i}-v_{j}|} — відстань між i-й і j-й вершинами, n — розмірність простору. Ця формула — узагальнення формули Герона для трикутників.
Об'єм правильного n-симплекса з одиничною стороною рівний {\displaystyle {\frac {\sqrt {n+1}}{n!\,2^{n/2}}}}
Якщо задано {\displaystyle ~C_{n+1}^{2}} додатних дійсних чисел {\displaystyle d_{ij},~0\leq i,j\leq n,} то симплекс відстань між відповідними вершинами якого рівна цим числам існує тоді і тільки тоді, коли {\displaystyle X^{T}DX<0,\quad \forall X:\sum _{i=0}^{n}x_{i}=0,} де матриця D визначається:
{\displaystyle D={\begin{pmatrix}0&d_{01}^{2}&d_{02}^{2}&\dots &d_{0n}^{2}\\d_{10}^{2}&0&d_{12}^{2}&\dots &d_{1n}^{2}\\d_{20}^{2}&d_{21}^{2}&0&\dots &d_{2n}^{2}\\\vdots &\vdots &\vdots &\vdots &\ddots &\vdots \\d_{n0}^{2}&d_{n1}^{2}&d_{n2}^{2}&\dots &0\\\end{pmatrix}}.}
Еквівалентно такий симплекс існує, якщо і тільки якщо квадратна матриця A розмірності n елементи якої визначаються:
{\displaystyle a_{ij}={\begin{cases}d_{0i}^{2},&i=j\\{\frac {d_{0i}^{2}+d_{0j}^{2}+d_{ij}^{2}}{2}},&i\neq j\end{cases}}}
є додатноозначеною. Дана матриця є матрицею Грама для векторів {\displaystyle v_{1}-v_{0},v_{2}-v_{0},\dots ,v_{n}-v_{0}.}

## Формули для правильного симплекса
| Число L-вимірних граней | {\displaystyle ~K(L,n)=C_{n+1}^{L+1}}                                  | {\displaystyle ~K(L,n)=C_{n+1}^{L+1}}                                                     | {\displaystyle ~K(L,n)=C_{n+1}^{L+1}}              | {\displaystyle ~K(L,n)=C_{n+1}^{L+1}}               | {\displaystyle ~K(L,n)=C_{n+1}^{L+1}}               |
| Висота                  | {\displaystyle ~H_{n}=a{\sqrt {\frac {n+1}{2n}}}}                      | {\displaystyle ~H_{n}=R_{n}{\frac {n+1}{n}}}                                              | {\displaystyle ~H_{2}=a{\frac {\sqrt {3}}{2}}}     | {\displaystyle ~H_{3}=a{\frac {\sqrt {6}}{3}}}      | {\displaystyle ~H_{4}=a{\frac {\sqrt {10}}{4}}}     |
| Об'єм                   | {\displaystyle ~V_{n}={\frac {a^{n}}{n!}}{\sqrt {\frac {n+1}{2^{n}}}}} | {\displaystyle ~V_{n}={\frac {R_{n}^{n}}{n!}}{\sqrt {\left({\frac {n+1}{n}}\right)^{n}}}} | {\displaystyle ~V_{2}=a^{2}{\frac {\sqrt {3}}{4}}} | {\displaystyle ~V_{3}=a^{3}{\frac {\sqrt {2}}{12}}} | {\displaystyle ~V_{4}=a^{4}{\frac {\sqrt {5}}{96}}} |
| Радіус описаної сфери   | {\displaystyle ~R_{n}=a{\sqrt {\frac {n}{2(n+1)}}}}                    | {\displaystyle ~a=R_{n}{\sqrt {\frac {2(n+1)}{n}}}}                                       | {\displaystyle ~R_{2}=a{\frac {\sqrt {3}}{3}}}     | {\displaystyle ~R_{3}=a{\frac {\sqrt {6}}{4}}}      | {\displaystyle ~R_{4}=a{\frac {\sqrt {10}}{5}}}     |
| Радіус вписаної сфери   | {\displaystyle ~r_{n}={\frac {a}{\sqrt {2n(n+1)}}}}                    | {\displaystyle ~r_{n}={\frac {R_{n}}{n}}}                                                 | {\displaystyle ~r_{2}=a{\frac {\sqrt {3}}{6}}}     | {\displaystyle ~r_{3}=a{\frac {\sqrt {6}}{12}}}     | {\displaystyle ~r_{4}=a{\frac {\sqrt {10}}{20}}}    |
| Двогранний кут          | {\displaystyle ~\cos \alpha ={\frac {1}{n}}}                           | {\displaystyle ~\cos \alpha ={\frac {1}{n}}}                                              | {\displaystyle ~\cos \alpha ={\frac {1}{n}}}       | {\displaystyle ~\cos \alpha ={\frac {1}{n}}}        | {\displaystyle ~\cos \alpha ={\frac {1}{n}}}        |

Співвідношення між величинами:
{\displaystyle ~R_{n}=H_{n}{\frac {n}{n-1}}}
{\displaystyle ~a^{2}=H_{n}^{2}+R_{n-1}^{2}}
{\displaystyle ~V_{n}={\frac {1}{n}}V_{n-1}H_{n}}
{\displaystyle ~r_{n}=R_{n}^{2}-R_{n-1}^{2}}

## Ланки
- Weisstein, Eric W. Симплекс(англ.) на сайті Wolfram MathWorld.